# Долна Каменица
Долна Каменица (на сръбски: Доња Каменица) е село в община Княжевац, Зайчарски окръг, Тимошко, Сърбия.
При преброяването от 2002 г. има 360 жители. Селото е разположено в Стара планина на около 14 км южно от град Княжевац и на 50 км северно от Пирот. През селото преминава река Търговищки Тимок. В селото се намират останките на забележителен средновековен български владетелски комплекс.

## Български средновековен владетелски комплекс
В селото се намира български средновековен владетелски комплекс на царствената династия Шишмановци от който са открити резиденция и църква. Останките от резиденцията са запазени до височина от около метър, а видимата дълбочина на избите ѝ на места достига към 2 м, стените са с дебелина около 70 см, което сочи, че е била с два или три етажа над земята, като не могат да се изключат и кули, особено в ризалита на западната фасида. зитовете са изпълнени от местен камък на хоросанов разтвор. Размерите ѝ са около 24 на 15 м, ориентирана с дългата си страна в посока изток-запад, и коридорна планова ковпозиция, разгънатата и застроена площ вероятно е били между около 650 и 1000 m². Църквата на комплекса е посветена на „Св. Богородица“ извисява се на но-малко от 2 м от резиденциятапри източншя ѝ край и е напълно съхранена. Вероятно подобно на комплекса при Боянската църква, похват установен още в свързването на Императорския дворец в Константинопол със Света София, резиденцията да е била свързана с трем с дървения портик над входа на храма който е изчезнал още преди векове, вероято при турското нашествие. Не е изключено комплексът да е действал някое време преди или след падането под османска власт и като манастир, след разрушаването на резиденцията църквата към нея подобно на Боянската и много други в България функционира като енорийска. Край храма е имало некропол от който са открити 70 погребения.

## Църква „Св. Богородица“
Българската средновековна черква „Света Богородица“ се намира североизточно от Ниш, недалеч от българската граница в средата на селището на издигната над левия бряг на река Тимок поляна по стария военен път от Пирот до Видин. Изписана е около 1323 – 1330 г. Построена е като храм във феодалното имение на изпиисания в нея Михаил Шишман или негов близък неуточнен по име български болярин от Видинската област на Царството в края на XIII началото на XIV в., видно фигурите, изобразени на стенописите в църквата. След изчезването на останалите постройки след турското нашествие храмът, подобно на известната Боянска църква, става енорийска селска черква. Сега не действа постоянно, нейните стенописи са реставрирани в 1958 година. Църквата е обявена за паметник на културата от изключително значение в 1982 г.

### Архитектура
„Св. Богородица“ въпреки монументалната си външен вид е с камерни размери – широка е 6,70 м и дълга 7,50 м, има едноапсиден еднокорабен наос, двуетажен притвор и две кули над притвора с височина 9 м и купол над наоса. Тя е кръстокуполна, планът ѝ е с форма на кръст вписан в квадрат с леко неправилна форма, над центъра на който се издига купола. В предната част на притвора е имало екзонартекс с каменни основи и дървена конструкция от която днес са видими само каменни основи, приблизителната му форма е показана на модела на църквата изрисуван на фреските. Кулите са с квадратно сечение и с характерни четирискатни пирамидообразни покриви. Островърхият им вид съответства на модела на черквата изобразен на ктиторските портрети. Стенописът показва, че кулите първоначално са отдалечени челото на западната фасада от екзонартекса, който е с много дървени елементи в конструкцията. Материалите използвани в строителството на църквата са грубо дялани камъни споени в хоросанова смесена зидария с редове тухли, за да се изравни на структурата и да служи като украса, особено в купола, който разполага с по-сложна тухлена зидария. Силуета ѝ с кулите е уникален в българската средновековна църковна архитектура и напомня влияния от Унгария и централна Европа, а всичко останало е типично за традициите на българската средновековна архитектура с характерния за Търново, Несебър, Бояна и пр. „живописен архитектурен стил“.

### Стенописи
Изписани са портретите на деспот Михаил, свързван с Цар Михаил Шишман, със съпругата си владетели на областта и още три ктиторски композиции. Дрехите на деспота с двуглави орли отговаря на деспотския сан на Михаил, той носи ниска трапецовидна корона обсипана със скъпоценни камъни, две пропендули от перли се спускат пред ушите му. Според И.Билярски, такава корона не откриваме в нито един балкански деспот през XIV – XV век. В горния притвор в първи регистър на западната стена е разположена основната ктиторска композиция – главният ктитор и съпругата му, държащи модела на храма между тях, двете им деца – момче и момиче, и небесен сегмент с благославящ Христос. В първи регистър на южната стена на наоса Богородица с младенеца в скута си е протегнала ръка да поеме модела на храма, който ѝ поднасят двама „братя“, богато облечени български велможи, и момче. На западното рамо на кръста са изобразени пак двама ктитори, но монаси – великосхимник и свещеник.
Другите образи са цикли на сцени от живота на Св. Петка и Св. Никола са разположени в горната част на притвора, в южната и северната кула съответно, долният регистър е с владетели и светци войни, след ктиторските портрети в дясната зона на наоса са нарисувани отново светци, а срещу тях – Страданията Христови (разпятията) и Великите празници, в страничния тимпан е изрисувана мащабна фреска на тайната вечеря, а в олтара са изписани Св. Богородица с Христос и ангели и Поклонението на влъхвите, в долната част на апсидата. Възкресението на Лазар, Благовещение, триумфалното влизане на Исус в Ерусалим, предателството на Юда Искариотски, Страстите Христови са в горната част на целата, Свалянето от кръста, плача на Исус и Успение Богородично са на западната стена. На север и на юг стените на целата, както и пиластрите, носят фрески на светци, включително редки образи на военни светци на кон. Много от надписите, които придружават изображенията са на византийски гръцки, обаче има и такива на старобългарски. Фреските са изключително свежи и реалистични и подобно на тези от Боянската, Земенската и др. църкви от епохата споделят характеристиките на т.нар. Палеологов ренесанс. Стилово стенописите не се различават от тези в църквите от югозападните български земи.

### Фрески
Освен религиозна образност, стенописите на църквата Долна Каменица включват единадесет портрети на средновековни български исторически фигури, разделени в четири композиции. Три от композициите са ктиторските портрети, с персонажи които не са именувани в портретите и тези български велможи остават неизвестни, като идентификацията им е практически невъзможна. Първата е главния ктиторски портрет на български феодал със съпругата, сина и дъщеря си, втората композиция е ктиторският портрет на двамата „братя“ боляри, и последната е третият такъв портрет с монах и свещеник.
От най-голям интерес е четвъртата композиция на исторически личности – млади мъж и жена, изобразени в ниската част на западната стена на притвора и с надписи на старобългарски. Фигурите на деспота и деспината са с лице към зрителя. Мъжът е червени дрехи с перли и двуглавия орли, носи архаично изглеждаща корона на деспот. В дясната си ръка държи скиптър с кръст. Той простира ръката си към жена, облечена в дрехи на деспотица също с носеща корона.
Надписът до фигурата на мъжа е увреден и се чете като „деспот Михаил, в Христа Бога ... верен“ или може да се прочете и като „Михаил деспот, в Христа Бога верен, син на цар Михаил“ или някаква комбинация от двете. Това дава значителни предизвикателства по отношение на правилното идентифициране на изобразения човек, който очевидно е деспот, носи името Михаил и ако последното четене е правилно, е син на едноименния цар Михаил Шишман.
Най-разпространено е мнението, че деспот Михаил е син на Цар Михаил Шишман, поставен след възшествието му за цар в 1323 от баща му да управлява Видинската област и удостоен с титлата деспот, властвал във Видинско до 1331 г., когато е установено, че властта попада в ръцете на болярина Белаур – срещу това виждане няма сериозни аргументи, освен че този Михаил не е отбелязан в оцелелите хроники.
Има и още две не така безспорни тези. Петър Ников предполага, че деспот Михаил изобразен в Долна Каменица е самия бъдещ българския цар Михаил Шишман (в 1323 – 1330 г.), който, преди възкачването на трона, е доказано, че е деспот на Видин, но неговия баща е Шишман I, не се казва Михаил и няма призната царска титла, макар и да е споменаван и така, той е само деспот. Трета теза, изказвана както от някои български, така и от сръбски учени, е че деспот Михаил е незасвидетелстван в оцелелите източници син на принц Михаил IV Асен, престолонаследник и първороден син на българския цар Иван Александър (1331 – 1371 г.), обявен за съ-Цар скоро след коронацията на баща си, загинал в битката срещу турците край София преди 1354 – 1355 г. Срещу тази идентификация обаче е съобщението на Никифор Григора, че вдовицата на Михаил Асен IV се връща след смъртта му в Константинопол, без да е имала деца. Друг проблем с тази теория е, че няма източник който да споменава Михаил Асен като деспот.
Изобразената жена при образа на която се разчитт думите „деспотица“ и „дъщеря“ се смята, че е съпругата на сина на Цар Михаил Шишман и като се разчете името ѝ се е казвала „Анна“, но е възможно и да е Анна Неда – майката на изобразения деспот Михаил и съпруга на цар Михаил Шишман, но тогава майката ще е царица, а не деспина, и това води до варианта, че мъжът е бъдещия цар, а не неин син, или, че изписването е станало след втория брак на царя, който е пратил първата си жена като депина при сина им във Видин, но за това няма данни, и такива бивши царици обикновено отиват в манастир, а не да управляват области, друго разчитане на записаното име на деспината е „Елена“.

## Демография
Селото както мното други в Тимошко постепенно се обезлюдява. От около 1200 жители по време когато областта за последен път е част от България в 1941 – 1944 г. днес то е намаляло над дватри и половина пъти до 360 жители, въпрек и доброто му разположение в добър туристически район.
Демографска динамика с. Долна Каменица след Втората световна война:
|  |

## Галерия
- Източна страна
- Южна страна
- Западна страна
- Портрет на деспот Михаил син на цар Михаил Шишман със съпругата си
- Главен ктиторски портрет на местния български феодал със съпругата му
- Ктиторски портрет на местните български велможи
- Западна фасада